# Cladocarpus multiapertus
Cladocarpus multiapertus is een hydroïdpoliep uit de familie Aglaopheniidae. De poliep komt uit het geslacht Cladocarpus. Cladocarpus multiapertus werd in 1911 voor het eerst wetenschappelijk beschreven door Billard. 